# 158589 Snodgrass
158589 Snodgrass è un asteroide della fascia principale. Scoperto nel 2002, presenta un'orbita caratterizzata da un semiasse maggiore pari a 3,1124346 UA e da un'eccentricità di 0,1706892, inclinata di 9,32474° rispetto all'eclittica.
L'asteroide è dedicato all'astronomo britannico Colin Snodgrass.